# 145078 Katherinejohnson
145078 Katherinejohnson è un asteroide della fascia principale. Scoperto nel 2005, presenta un'orbita caratterizzata da un semiasse maggiore pari a 2,3598570 au e da un'eccentricità di 0,2165921, inclinata di 6,94945° rispetto all'eclittica.